# Macrobrachium hendersodayanum
Macrobrachium hendersodayanum är en kräftdjursart som först beskrevs av Tiwari 1952.  Macrobrachium hendersodayanum ingår i släktet Macrobrachium och familjen Palaemonidae. Inga underarter finns listade i Catalogue of Life.